# Arantia regina
Arantia regina är en insektsart som beskrevs av Karsch 1889. Arantia regina ingår i släktet Arantia och familjen vårtbitare. Inga underarter finns listade i Catalogue of Life.